# Impérialisme
Pour les articles homonymes, voir Impérialisme (homonymie).
L'impérialisme ou expansionnisme est une stratégie et doctrine politique de conquête, visant la formation d'un empire ou d'une domination. Elle peut s'appuyer sur une justification historique, sur le nationalisme ou l'idée d'une menace extérieure comme dans le cas de l'eurasisme, ou encore sur l'idée d'une mission civilisatrice comme dans le cas des anciens empires coloniaux européens. Pour John Atkinson Hobson, la nouveauté dans l'impérialisme de la fin du XIXe siècle et du début du XXe siècle, c'est qu'il n'est plus lié à l'idée d'un empire couvrant le monde connu, comme c'était le cas dans le cadre de la Pax Romana. Au contraire, à la suite de la montée du nationalisme au XIXe siècle, cet impérialisme donne lieu à une lutte entre empires concurrents (Empire allemand, Empire britannique, Empire russe, Empire français…). Sur le plan économique, l'impérialisme est alors de nature protectionniste et s'oppose au libre-échange. Par ailleurs, ses liens avec certaines formes de capitalisme (un système économique, politique et social fondé sur la propriété privée des moyens de production et d'échange) monopolistique sont mis en avant par de nombreux auteurs marxistes. De nos jours, ce terme est employé de façon large pour désigner tout rapport de domination établi par une nation ou pays sur un ou plusieurs autres pays.

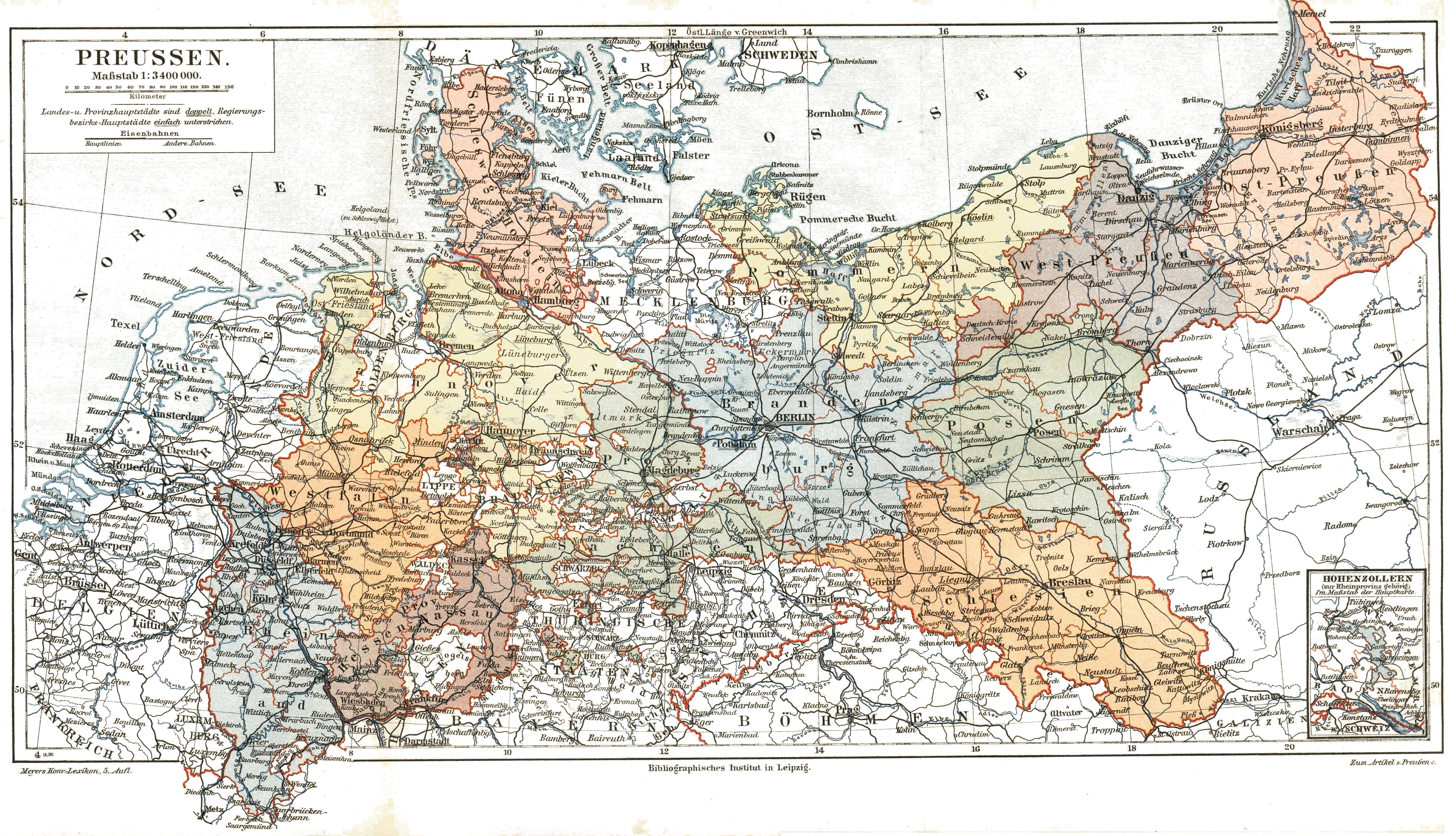
Carte du royaume de Prusse vers 1900. L'impérialisme prussien avait une nature militariste, associant les titres nobiliaires aux grades de commandement.

## Origine et évolution du terme
Le terme est employé en français à partir des années 1830 pour qualifier une doctrine favorable à la politique de conquête territoriale de Napoléon Bonaparte. Dans les années 1840, il sert aux historiens français à qualifier le système de gouvernement et de domination de l'Empire romain, sens que lui donne Jules Michelet dans son journal dix ans plus tard quand il analyse l'Empire colonial britannique.

### L'impérialismechez Hobson
John Atkinson Hobson emploie le terme pour la première fois en 1902 dans un livre intitulé Imperialism. L'auteur y analyse les forces et les facteurs économiques moteurs de l'impérialisme et certains de ses prolongements politiques. Il fait une distinction entre le colonialisme (qui s'applique, pour lui comme pour les Anciens Grecs, à des territoires peuplés d'émigrants de la société mère comme l'Australie, le Canada et la Nouvelle-Zélande), et l'impérialisme, c'est-à-dire l'« annexion pure et simple de territoires sans volonté d'intégration » telle qu'elle a été mise en œuvre à la fin du XIXe siècle. Par ailleurs, Hobson développe l'idée selon laquelle la politique impériale développée par le Royaume-Uni durant tout le XIXe siècle et notamment depuis les années 1870, s'expliquait par la volonté d'un groupe restreint d'investisseurs et d'aristocrates britanniques de défendre leurs propres intérêts économiques, sans réellement tenir compte de ceux de la nation britannique. C'est donc la situation économique de la métropole qui serait à l'origine de l'expansion impériale. Sur le plan politique, il estime que l'impérialisme est foncièrement anti-libéral. En effet, les territoires conquis sont administrés de façon centralisée sans tenir compte de la volonté des populations. Il s'ensuit que pour lui, il s'agit d'une tyrannie. Or, cette tyrannie exercée par des fonctionnaires et des militaires anglais peut contaminer toute la société britannique et menacer la démocratie.

### Les débats autour de l'analyse de l'impérialisme par les marxistes
Des auteurs marxistes, principalement Rudolf Hilferding, Rosa Luxemburg, et Lénine avec son ouvrage L'Impérialisme, stade suprême du capitalisme (1916), reprennent le terme de Hobson et le popularisent. Dans le cadre de la théorie marxiste, l'impérialisme correspond à un stade de développement historique du capitalisme, et répond à une logique essentiellement économique et non pas politique. Lénine, dans son ouvrage, propose cinq caractéristiques centrales de l'impérialisme :

1. Concentration de la production et du capital parvenu à un degré de développement si élevé qu'elle a créé les monopoles, avec un rôle décisif dans la vie économique
2. Fusion du capital bancaire et du capital industriel, et création sur la base de ce capital dit financier , d'une oligarchie financière
3. L'exportation des capitaux , à la différence de l'exportation des marchandises, prend une importance toute particulière
4. Formation d'unions internationales monopolistes de capitalistes se partageant le monde
5. Fin du partage territorial du globe entre les grandes puissances capitalistes,

L'impérialisme est le moyen de faire face à la baisse tendancielle du taux de profit en étendant l'exploitation dans le monde colonial. Lénine analyse ainsi la Première Guerre mondiale comme le produit de la lutte entre capitalistes pour l'appropriation des colonies. Au cœur de ce stade de développement du capitalisme, on trouve, après la concentration ayant eu lieu au XIXe siècle, le « grand capital », largement contrôlé par les banques et la finance selon Lénine.
À partir de 1960 et notamment sous l'impulsion des mouvements de libération nationale et anti-coloniaux, de nouvelles théories marxistes analysent l'impérialisme et le tout jeune néocolonialisme. Les défenseurs de ces théories, par exemple Samir Amin ou Arghiri Emmanuel, s'opposent à certains points de la définition traditionnelle léniniste de l'impérialisme, notamment sur l'idée que l’exploitation des pays du Sud Global (ou du Tiers monde) se reposerait essentiellement sur la balance négative des capitaux vers les pays riches. Selon eux cette exploitation résiderait dans l'échange inégal en place entre pays exploiteurs et exploités. Ces tendances marxistes se basent, généralement, sur les travaux de Immanuel Wallerstein autour de la théorie des Système-mondes, retraçant l'histoire du capitalisme autour de la contradiction centrale entre le coeur du capitalisme (center ou core, càd les pays impérialistes) et sa périphérie (periphery) exploitée. Ces marxistes analystes de l'impérialisme depuis la fin de la Seconde Guerre mondiale peuvent être regroupés sous le terme de l'école de la Théorie de la dépendance.
Cette thèse n'a cessé de faire l'objet de vives critiques. En particulier, de très nombreux auteurs[Lesquels ?] ont contesté l'idée que la finalité de l'impérialisme soit avant tout économique. Un des premiers critiques de cette théorie, Joseph Schumpeter défend, par exemple, l'idée qu'il faut voir dans l'impérialisme un phénomène de nature sociologique. Il insiste ainsi sur l'importance de l'aristocratie, notamment les Junkers en Allemagne, dont la position sociale est fondée sur le contrôle de ressources politiques, l'exploitation de richesses terriennes locales et la domination des métiers des armes. C'est plutôt dans cet habitus guerrier, entré en synergie avec l'appareil de l'État moderne, que Joseph Schumpeter situe l'impulsion première de l'impérialisme.

#### Impérialisme versus libre-échange
- En 1934, Wilhelm Röpke souligne, dans Impérialisme et capitalisme, que « la prospérité du capitalisme n’est pas fonction du nombre de kilomètres carrés dominés ». Il s'efforce aussi de montrer que le capitalisme libéral, en défendant le libre-échange, constitue un barrage à l'impérialisme. S'opposer au capitalisme écrit-il, c'est renforcer les États et par conséquent l'impérialisme des plus forts[10]. Selon cette tradition intellectuelle libérale, ce qui doit prévaloir, c'est la paix par le commerce dans laquelle les États, acteurs de l'impérialisme, ont un pouvoir limité.

### L'impérialisme chez Arendt
- Dans Les Origines du totalitarisme (1951), Hannah Arendt rattache l'impérialisme à la notion d'expansion (à différencier de la conquête, selon elle) comme fin en soi. Selon elle, l'impérialisme est apparu quand l'État-nation devint trop étroit pour le développement de l'économie capitaliste. Son approche rattache l'impérialisme à la genèse du totalitarisme : d'une part il a inauguré une « politique mondiale », d'autre part, il a préfiguré au sein de certains pays la négation de l'État-nation au cours du XXe siècle (exactions coloniales, pouvoirs spéciaux dans les colonies...). L'impérialisme aurait également permis l'apparition des conceptions raciales qui ont été exploitées par le nazisme.

## Impérialisme et géopolitique dans l'œuvre de Thual

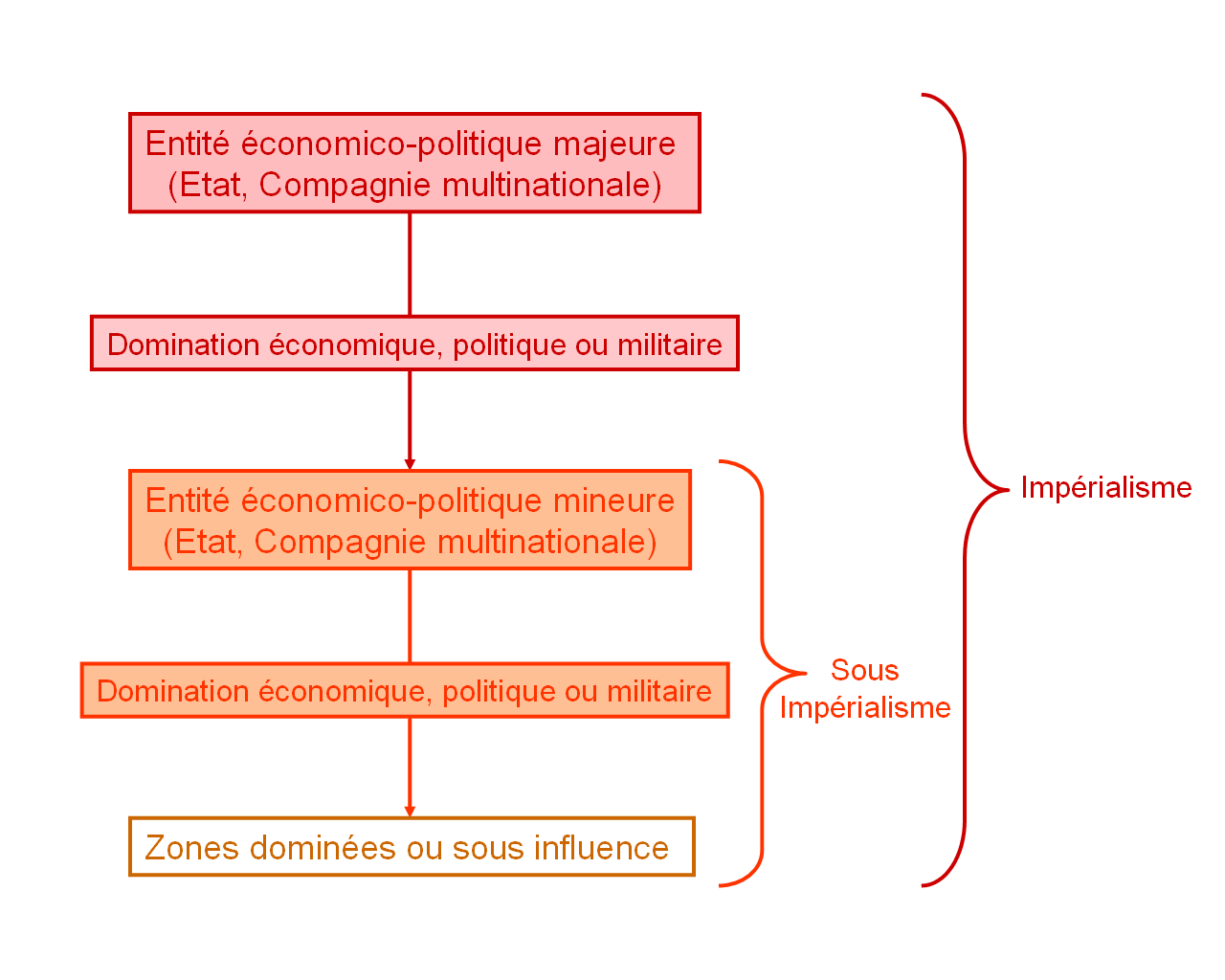
Organigramme de fonctionnement d'une structure impérialiste, en rouge, avec composante sous-impérialiste, en orange, et l'entité sous contrôle en jaune.

### Impérialisme
François Thual, géopolitologue, chargé de cours à l'École des Hautes Études et directeur d'études au Collège Interarmées de Défense, donne la définition suivante :

« Le mot impérialisme est employé ici comme signifiant avant tout une dynamique de contrôle territorial de vaste envergure complétée par un contrôle politique plus ou moins direct ; le contrôle territorial pouvant aller de l'annexion pure à une tutelle plus indirecte. »

— François Thual, Lignes 7 à 11 de la page 33 de la partie Le concept de sous-impérialisme de Contrôler et Contrer, Ellipses, 2000,  (ISBN 2-7298-0269-X).

### Sous-impérialisme
D'autre part, afin d'affiner l'étude des différentes formes de contrôle géopolitiques, le concept de sous-impérialisme a été créé par les spécialistes de la géopolitique. La définition donnée par François Thual est la suivante :

« Quelle signification peut-on donner au concept de sous-impérialisme ? En aucun cas une acceptation quantitative ne saurait convenir, un sous-impérialisme n'est pas un petit impérialisme ; ce serait plutôt un impérialisme qui fonctionne au service d'un autre impérialisme, qui le contrôle et le domine de différentes façons. »

— François Thual, Lignes 1 à 5 de la page 33 de la partie Le concept de sous-impérialisme de Contrôler et Contrer.

## Les modèles de sous-impérialisme (typologie de Thual)
François Thual a identifié un certain nombre de cas de sous-impérialisme dont la classification peut se résumer à trois systèmes.

### Le modèle de contrôle par capture territoriale directe
Cette première forme de sous-impérialisme est le modèle anglais des Dominions où une colonie devient elle-même un centre de colonisation et d'expansion à la fois pour elle-même et pour la métropole. Toutefois, ce modèle inclut également des colonies britanniques n'ayant pas le statut de Dominion.

#### Exemple des dominions

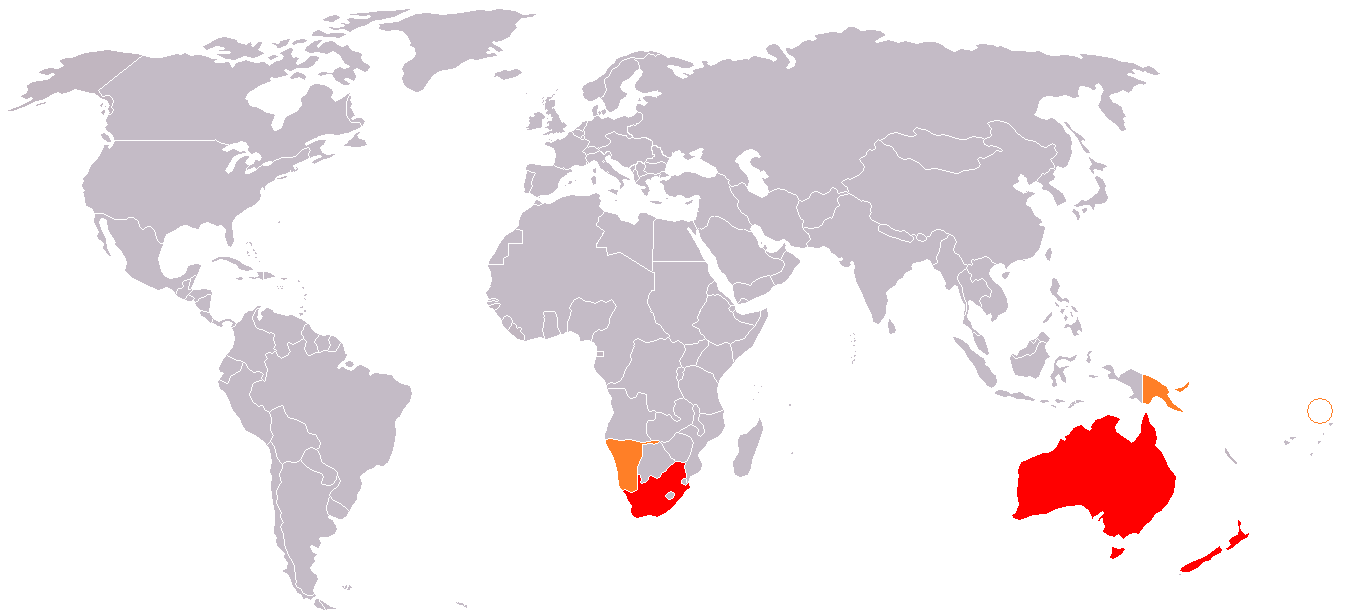
Carte des colonies de l'Afrique du Sud, de l'Australie et de la Nouvelle-Zélande en 1918. Les Dominions sont en rouge et leurs colonies en orange.

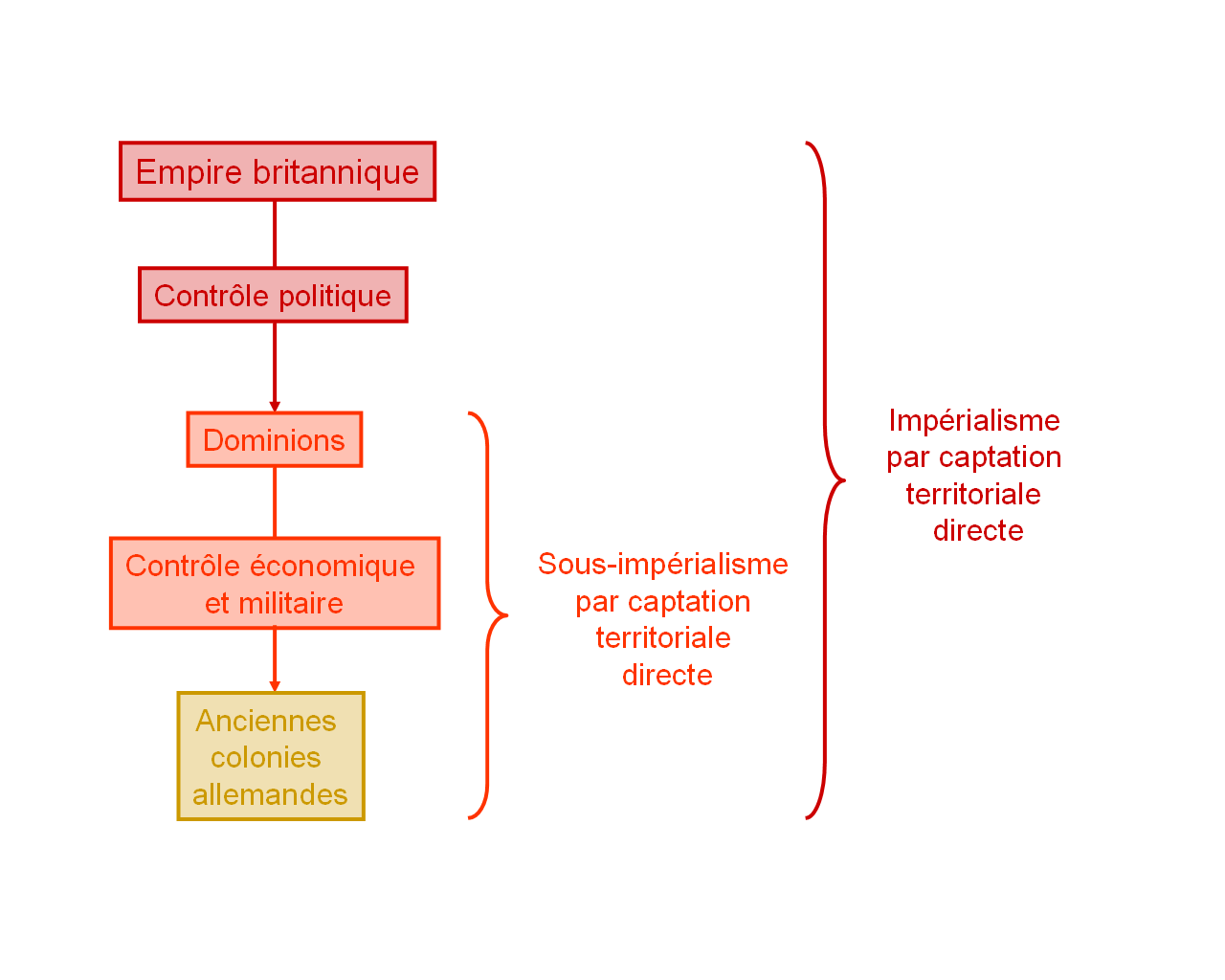
Modèle impérialiste, avec composante sous-impérialiste, de contrôle avec capture territoriale directe dans le cadre des Dominions britanniques

Trois exemples sont données à travers les expériences coloniales de l'Australie, de l'Afrique du Sud et de la Nouvelle-Zélande à la fin de la Première Guerre mondiale :
- L'Australie obtint à l'issue du Traité de Versailles la partie allemande de la Nouvelle-Guinée et l'archipel de Bougainville sous la forme d'un mandat de Société des Nations type C. Cette capture territoriale directe permit à l'Australie de renforcer son influence régionale dans le monde mélanésien et d'accroître dans le même temps le domaine de l'Empire britannique jusqu'à l'indépendance de ce territoire en 1975.
- Le Traité de Versailles accorda à l'Afrique du Sud un mandat de la Société des Nations de type C sur le Sud-Ouest africain. Ce mandat en accordant le contrôle territorial sur le territoire de la future Namibie augmenta le poids de l'Afrique du Sud en Afrique australe jusqu'en 1990.
- La Nouvelle-Zélande obtint un mandat de type C de la Société des Nations sur les Samoa allemandes. Le contrôle sur ce territoire permit à la Nouvelle-Zélande d'avoir une influence territoriale directe sur le monde polynésien jusqu'en 1961.

Le contrôle exercé par Londres sur Canberra, Pretoria et Wellington était d'ordre politique, du fait que leur politique étrangère relevait à l'origine de la Grande-Bretagne et que les armées de ses trois pays étaient parties intégrantes de l'armée britannique.

#### Exemple de colonie n'ayant pas le statut de dominion

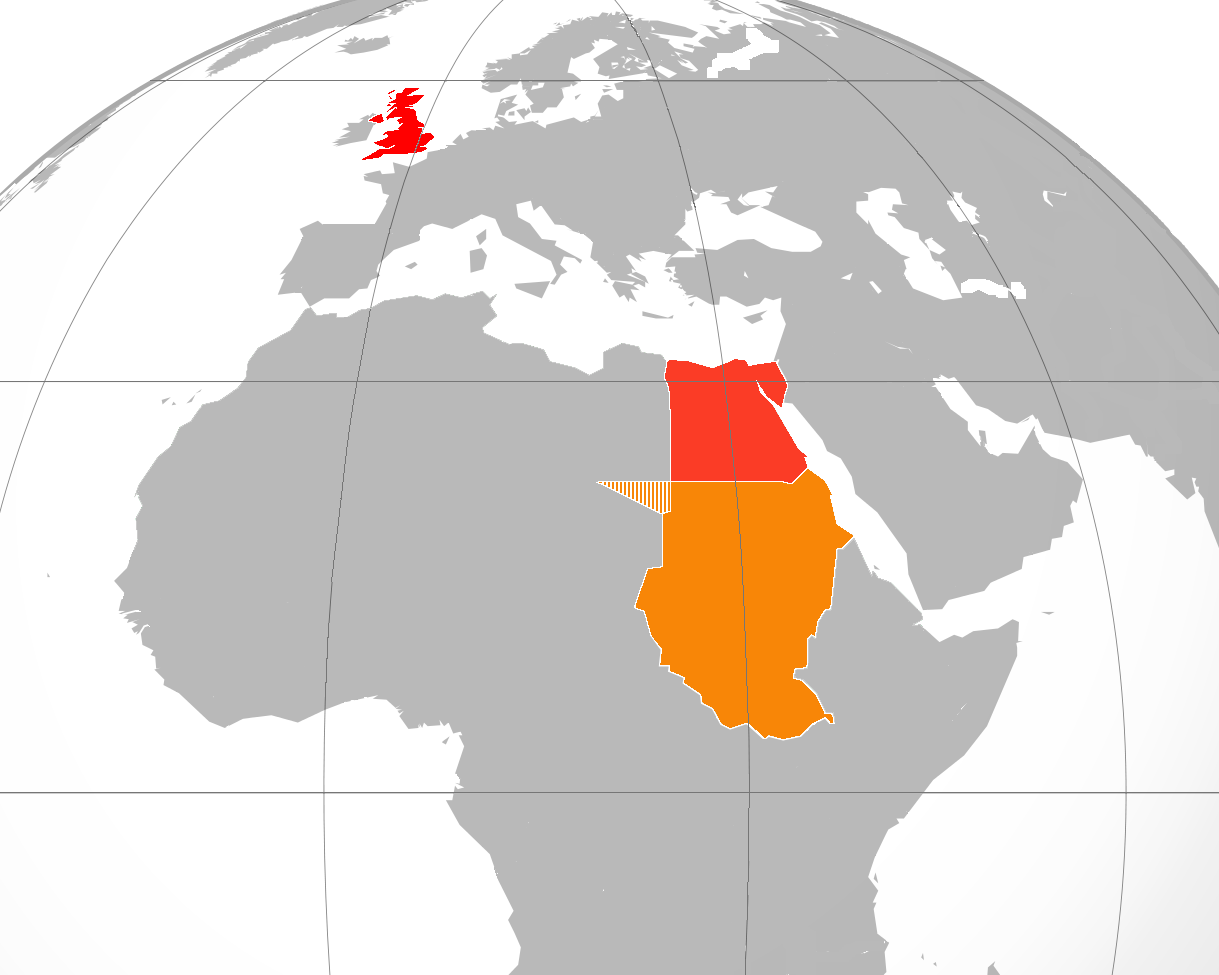
Carte simplifiée de l'hémisphère Nord, avec la partie euro-africaine, avec la Grande-Bretagne en rouge vif, l'Égypte en rouge clair et le Soudan anglo-égyptien en orange. La partie du Condominium cédée à la Libye en 1919 est hachurée.

L'Égypte, alors sous protectorat puis sous la période royale, a établi conjointement avec le Royaume-Uni une domination territoriale directe sur le Soudan. Le mécanisme est ici particulièrement différent du modèle des Dominions dans la mesure où Londres exerce directement son contrôle sur la région. En effet, la partie égyptienne n'a aucun réel pouvoir militaire ou politique dans le condominium : la souveraineté proclamée de l'Égypte sur le Soudan sert comme argument légal au contrôle des Britanniques sur la région. Le raisonnement était que leur contrôle sur le Soudan dépendait théoriquement de la souveraineté égyptienne.
Ce sous-impérialisme connut un sort différent de celui des colonies australiennes, néo-zélandaises et sud-africaines qui furent émancipées par leurs métropoles respectives (même si plus tardivement dans le cas de la Namibie sud-africaine). Dans le contexte du condominium anglo-égyptien sur le Soudan, la politique britannique avait été diviser pour régner : le Royaume-Uni avait ainsi privé l'Égypte de tout pouvoir réel sur le Soudan, administrant directement la colonie au nom du Caire.
En effet, dans le cas présent l'indépendance fut précipitée, entre 1953 et 1956, par Londres malgré l'opposition du Caire qui souhaitait annexer la région. L'Égypte étant devenue ouvertement hostile à la Grande-Bretagne, au sein du monde arabe, Londres n'a pas souhaité la renforcer en lui laissant cette colonie.

### Le modèle de contrôle par capture territoriale indirecte
Cette seconde forme de sous-impérialisme est le modèle d'accaparement d'empire par un autre empire. Ce modèle a été décliné en trois variantes qui correspondent à trois exemples de capture partielle d'un effort impérial par un autre empire trouvé dans l'histoire moderne. Les trois exemples impliquent l'Empire britannique qui a réussi à satelliser à différents degrés les empires coloniaux du Portugal, de l'Italie et des Pays-Bas. Ces trois variantes sont :
- le contrôle direct de l'économie de l'État colonisateur,
- l'appui indirect à la politique coloniale d'un État colonisateur,
- le contrôle indirect de l'économie de l'État colonisateur.

Un quatrième exemple, plus récent et n'impliquant pas le Royaume-Uni, de contrôle par capture territoriale indirecte peut être donné avec l'occupation vietnamienne du Cambodge entre 1975 et 1990 et la satellisation du Laos.

#### Le contrôle direct de l'économie de l'état colonisateur: l'Empire colonial portugais

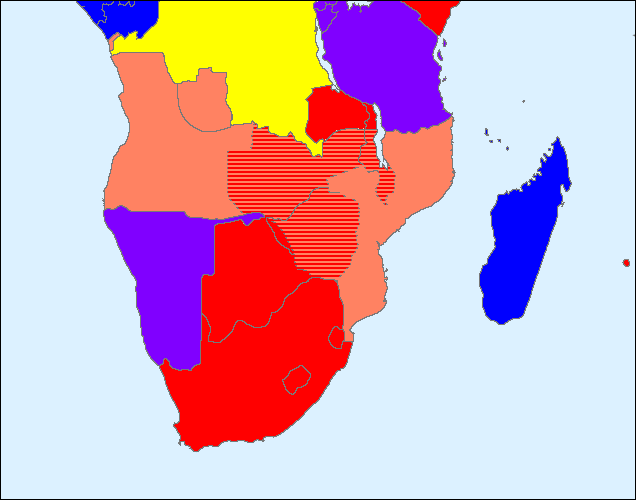
Carte des colonies européennes en Afrique australe en 1914. En rouge les colonies britanniques, en orange les colonies portugaises, en jaune les colonies belges, en violet les colonies allemandes et en bleu les colonies françaises. En hachurée la zone concernée à la fois par le projet portugais de réunion de l'Angola et du Mozambique et le projet britannique de route du Caire au Cap.

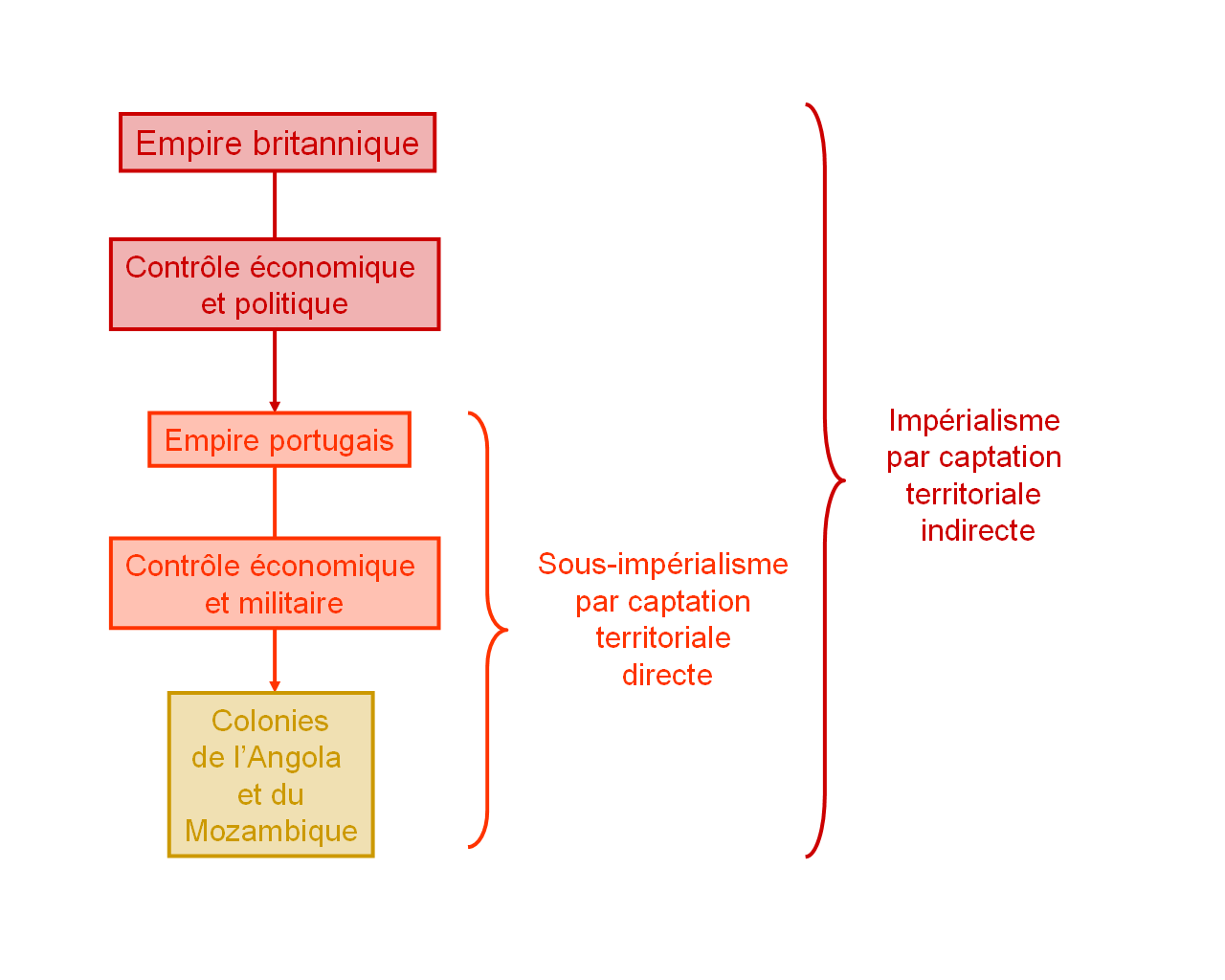
Modèle impérialiste, avec composante sous-impérialiste, de contrôle avec capture territoriale indirecte dans le cadre de l'Empire coloniale portugais

La Carte Rose (« Mapa Cor-de-Rosa ») : les revendications portugaises sur les territoires situés entre le Mozambique et l'Angola.

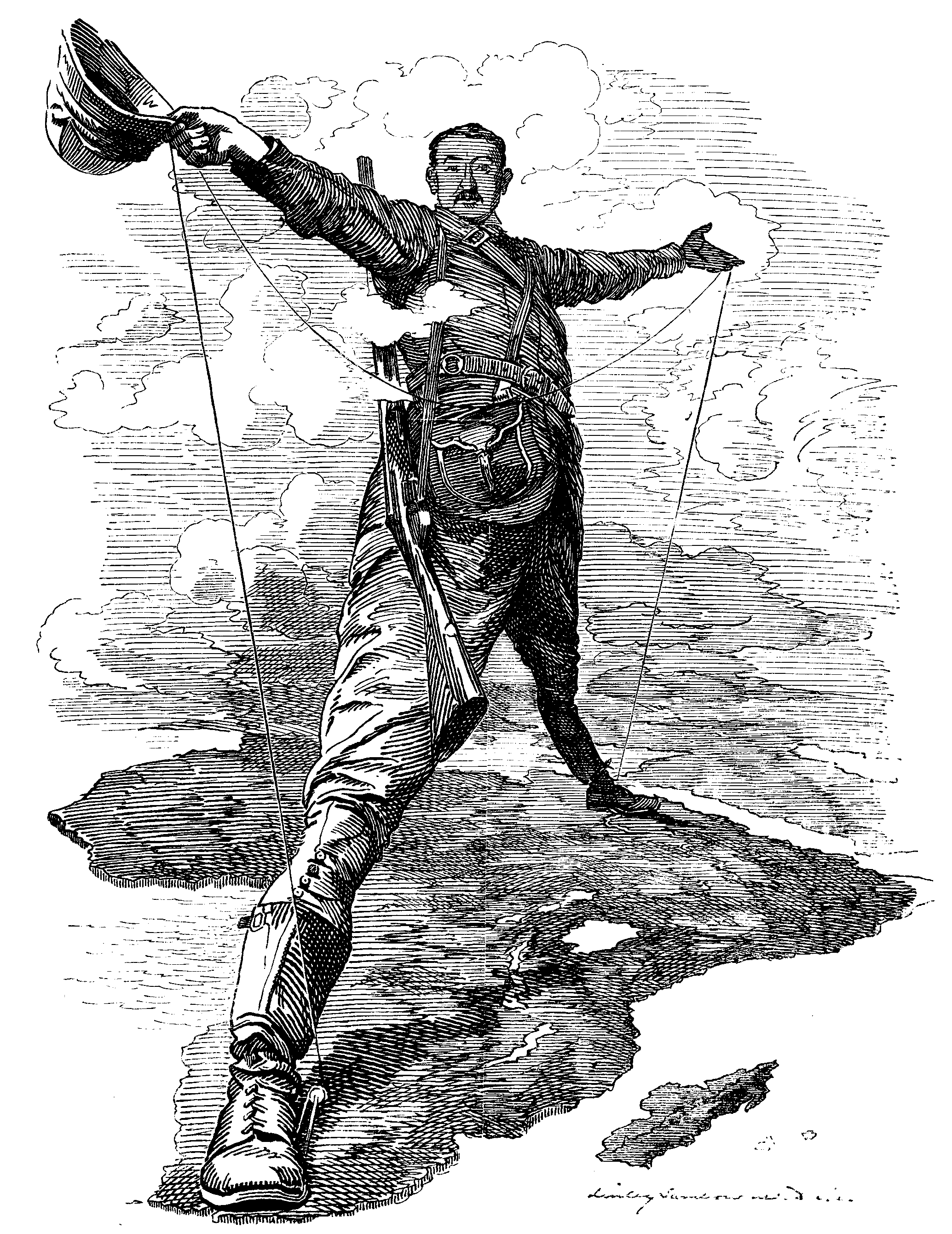
Illustration du projet de Chemin de fer Le Cap-Le Caire de Cecil Rhodes.

La présence de comptoirs côtiers sur l'Atlantique et l'océan Indien constituait l'ossature principale du domaine portugais en Afrique au XIXe. Vers le milieu du siècle, Lisbonne réorienta sa politique coloniale en cherchant à contrôler l'espace intermédiaire entre l'actuel Angola et le Mozambique :
il s'agit des orientations définies dans la Carte Rose (« Mapa Cor-de-Rosa »), document synthétisant les prétentions territoriales lusitaniennes sur l'espace localisé entre les colonies côtières africaines du Portugal. Or, il s'avère que depuis le XVIIIe siècle le capitalisme anglais était parvenu à contrôler entièrement l'économie portugaise : l'établissement de traités commerciaux entre les deux pays, comme le Traité Methuen, avait rendu le pays complètement dépendant de l'économie anglaise.
Il découlait de cette situation que Londres bénéficiait indirectement des avancées coloniales portugaises en même temps qu'elles en fixait les limites, notamment en s'opposant à cette réunification terrestre des deux rives de l'Afrique portugaise qui perturbait son propre projet de route du Caire au Cap.
C'est ainsi que ce levier, combiné à l'ultimatum du 11 janvier 1890 (en violation des termes du Traité de Windsor), permit au Royaume-Uni d'obtenir le retrait des forces armées portugaises de l'espace en litige avant finalement d'obtenir la signature du Traité de Londres, le 20 août 1890, imposant les frontières actuelles de l'Angola et du Mozambique comme limite de l'Empire colonial portugais en Afrique, ce au bénéfice de l'Empire britannique.
Les deux colonies portugaises de l'Angola et du Mozambique apportaient également comme avantages à Londres :
- de disposer des ports amis de Cabinda, Lobito, Luanda et Soyo sur l'océan Atlantique le long de la route maritime entre Londres et Le Cap,
- de disposer des ports amis de Beira, Inhambane, Maputo, Nacala, Pemba et Quelimane sur l'océan Indien le long de la route maritime entre Le Cap et Bombay,
- de contrôler les principales voies de commerce et de communication maritime entre de l'État indépendant du Congo puis du Congo belge grâce à l'Angola au sud et à l'enclave de Cabinda au nord,
- de disposer d'une voie de communication maritime neutralisé avec le Canal du Mozambique face à l'île française de Madagascar
- de pouvoir encercler les colonies du Sud-Ouest africain allemand et de l'Afrique orientale allemande au début du XXe siècle.

Ce sous-impérialisme montra toute son efficacité lors de la Première Guerre mondiale en permettant la reddition rapide, le 9 juillet 1915, du Sud-Ouest africain allemand et en permettant d'isoler les forces armées de l'Afrique orientale allemande au cours de la campagne d'Afrique de l'Est durant toute la période du conflit.
Il fonctionna également lors de la Seconde Guerre mondiale en permettant aux alliés d'utiliser la Base aérienne de Lajes, malgré la sympathie du régime de Salazar pour les forces de l'Axe.

#### L'appui indirect à la politique coloniale d'un État colonisateur: l'Empire colonial italien

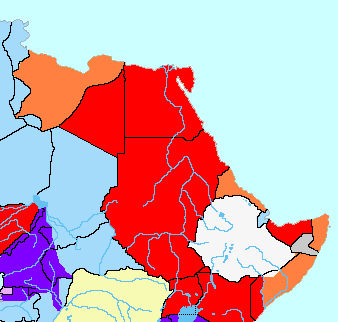
Carte des colonies italiennes en Afrique en 1914. En rouge les colonies britanniques, en orange les colonies italiennes, en jaune les colonies belges, en violet les colonies allemandes, en rose les colonies espagnoles et en bleu les colonies françaises.

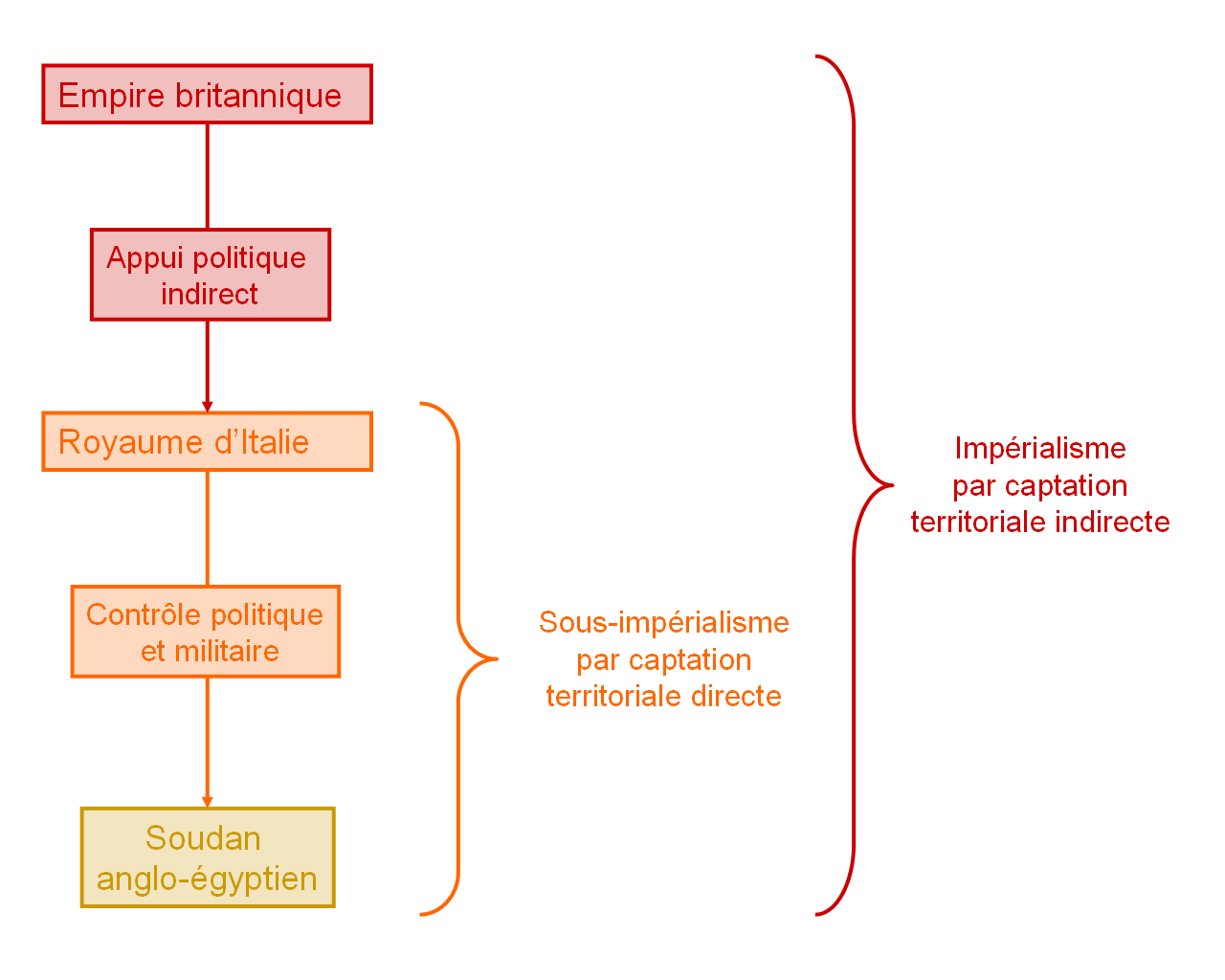
Modèle impérialiste, avec composante sous-impérialiste ayant un contrôle territorial direct, de contrôle avec capture territoriale indirecte par appui politique indirect.

Une autre forme de sous-impérialisme est celui formé par l'extension coloniale italienne en Afrique : les trois domaines de l'Érythrée, de la Somalie et de la future Libye qui était sous domination turque furent ainsi  colonisés par Rome parce que Londres ne voulait pas voir s'étendre la France sur la Mer Rouge, dans l'océan Indien ou en Méditerranée. La politique anglaise fut simple : favoriser l'implantation de l'Italie dans ces trois zones pour contrer les poussées françaises. Ce sous-impérialisme au service indirecte de Londres permit :
- la neutralisation l'enclave française de Djibouti dont l'extension était désormais impossible de par son encerclement par l'Érythrée italienne, la Somalie britannique et l'Éthiopie indépendante,
- l'encerclement de l'Éthiopie par la suppression de ses accès à la Mer Rouge avec la conquête de Érythrée par l'armée italienne,
- la sécurisation complète de la Mer Rouge et par conséquent le contrôle complet de la voie maritime majeure du Canal de Suez (qui fut vérifié en 1904, durant la Guerre russo-japonaise, lorsque Londres, en vertu de son alliance avec les Japonais du 30 janvier 1902, interdit le passage de la flotte russe en route vers Port-Arthur obligeant cette dernière à contourner l'Afrique, faisant ainsi gagner plusieurs semaines au Japon lui permettant de remporter Port-Arthur et de préparer sa flotte pour la Bataille de Tsushima),
- la sécurisation des sources du Nil avec l'enclavement, et par conséquent le contrôle, de l'Éthiopie,
- l'établissement d'une zone tampon, la Libye italienne, entre la Tunisie française et l'Égypte sous contrôle anglaise, transformant la Méditerranée orientale en un lac anglais.

Cet impérialisme par « dérivation » ne fonctionna plus dès la montée du régime fasciste et après la Seconde Guerre mondiale lorsque la Grande-Bretagne échoua à récupérer les colonies italiennes en raison de l'opposition soviétique et américaine.

#### Le contrôle indirect de l'économie de l'État colonisateur: l'Empire colonial néerlandais

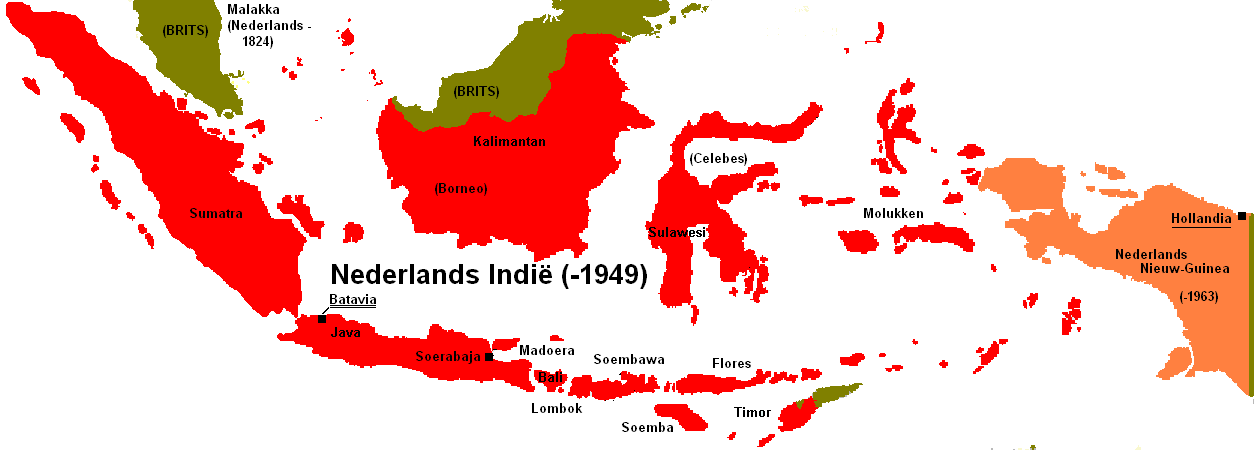
Carte de l'Asie du Sud-Est avec en rouge les Indes orientales néerlandaises, en rose la Nouvelle-Guinée néerlandaise et en vert les possessions Britanniques

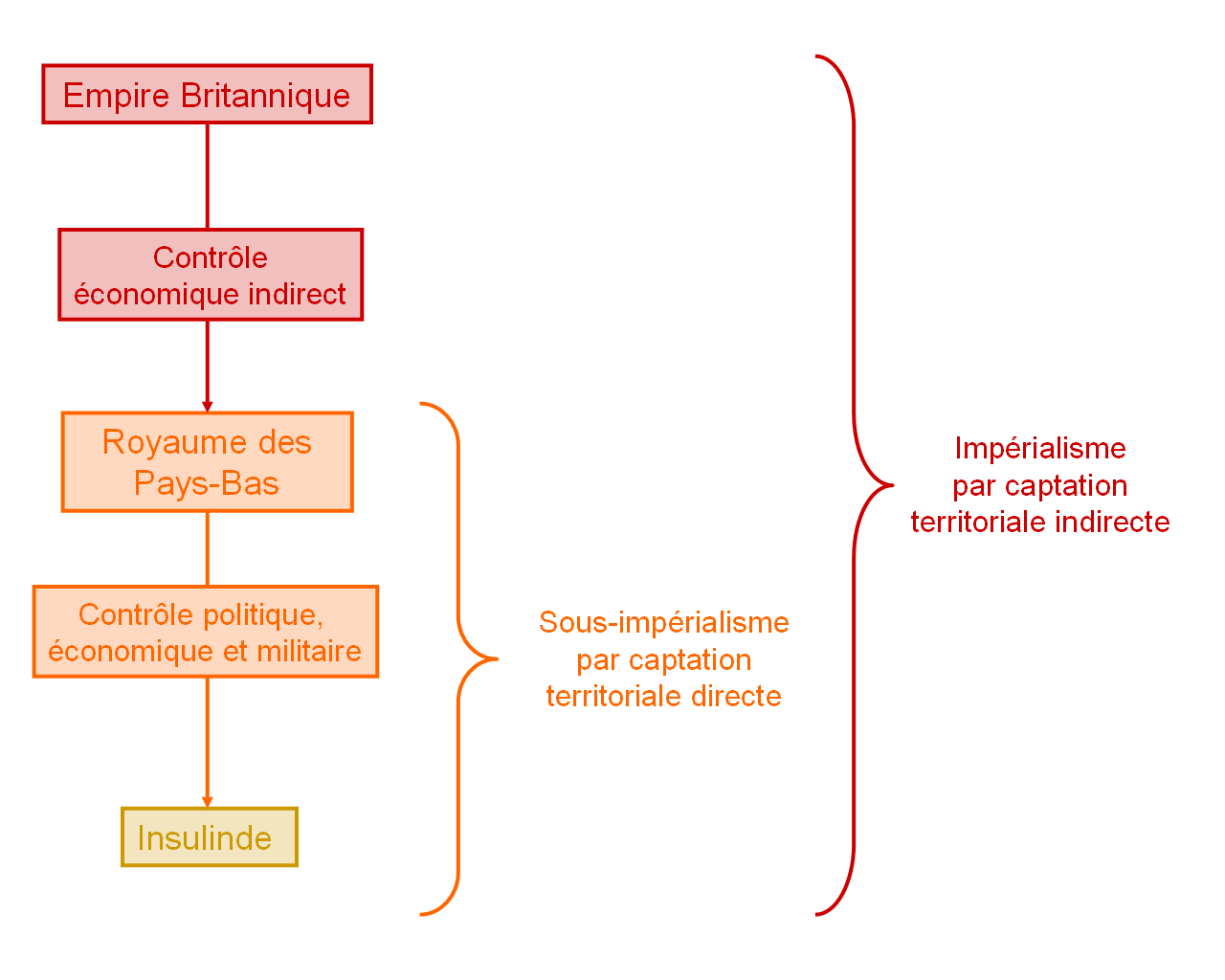
Modèle impérialiste, avec composante sous-impérialiste par contrôle territoriale directe, de contrôle avec capture territoriale indirecte par le contrôle économique indirecte de l'empire coloniale néerlandais.

Dernier cas d'un contrôle d'un empire par un autre au profit du second, celui des Indes néerlandaises, de la future Indonésie. Cette prise de contrôle a été motivée par l’importance du commerce des épices, très prisée à l’époque. Dans ce cas, il n'y eut pas de contrôle territorial anglais sur l'Insulinde, mais bien plutôt un mécanisme insidieux de domination, à partir de la fin du XIXe siècle, du capitalisme néerlandais et de ses prolongements coloniaux par le capital et les banques anglaises.
Ce contrôle partiel, financièrement parlant, et sans incidence territoriale constitue une forme limite de sous-impérialisme.
Ce sous-impérialisme au service indirect de Londres permit :
- la sécurisation du détroit de Malacca, par l'implantation des Pays-Bas, puissance amie du Royaume-Uni[réf. nécessaire], sans attiser de tensions avec la France par l'établissement d'un contrôle britannique direct, sur le détroit le plus stratégique d'Asie du Sud-Est,
- la sécurisation du détroit de la Sonde,
- la sécurisation du détroit de Macassar,
- la sécurisation du détroit de Lombok,
- la neutralisation l'Indochine française dont l'extension était désormais impossible de par son encerclement par le royaume de Thaïlande, la Malaisie britannique, Bornéo du Nord, l'Insulinde Néerlandaise, les Philippines Américaines et l'empire de Chine,
- l'établissement d'une zone tampon séparant l'Australie de la Chine et du Japon.

#### L'exemple duViêt Nam

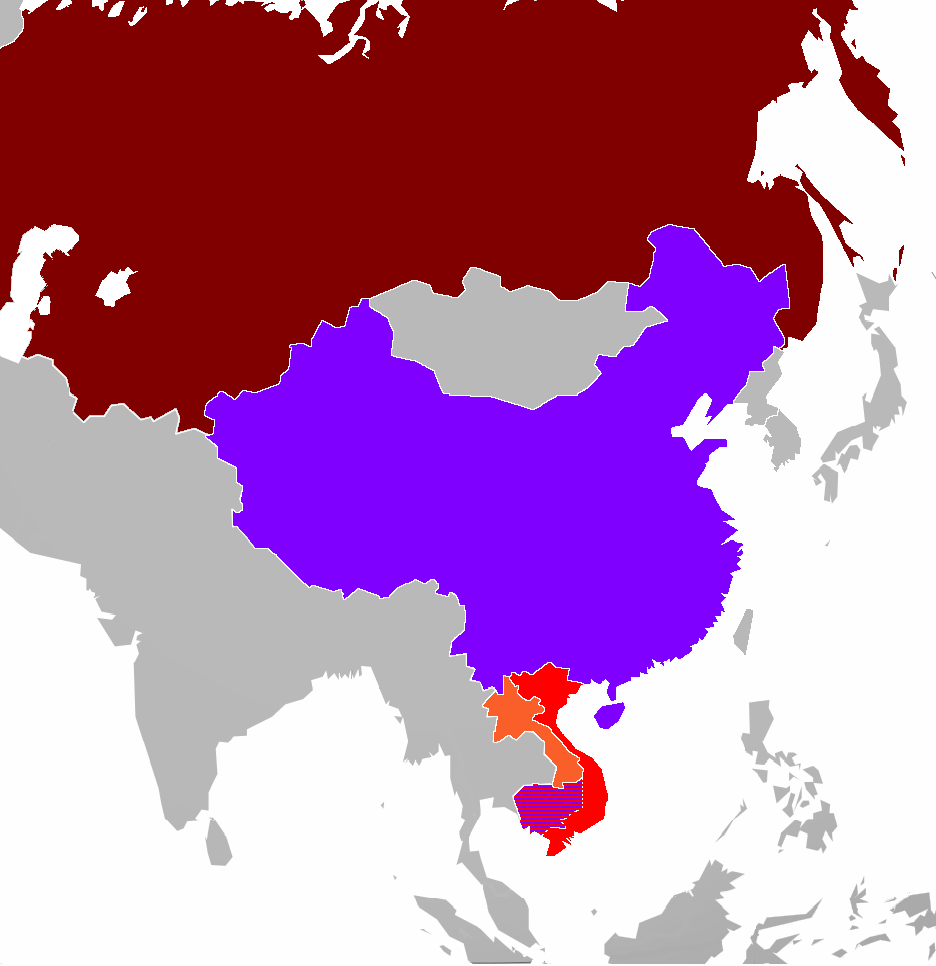
Carte montrant l'encerclement opéré par l'URSS, en rouge foncé, de la Chine, en violet, par le biais du sous-impérialisme vietnamien, en rouge. Celui-ci ayant satellisé le Laos en orange et occupé militairement le Cambodge des Khmers rouges, alliés de Pékin, en hachuré.

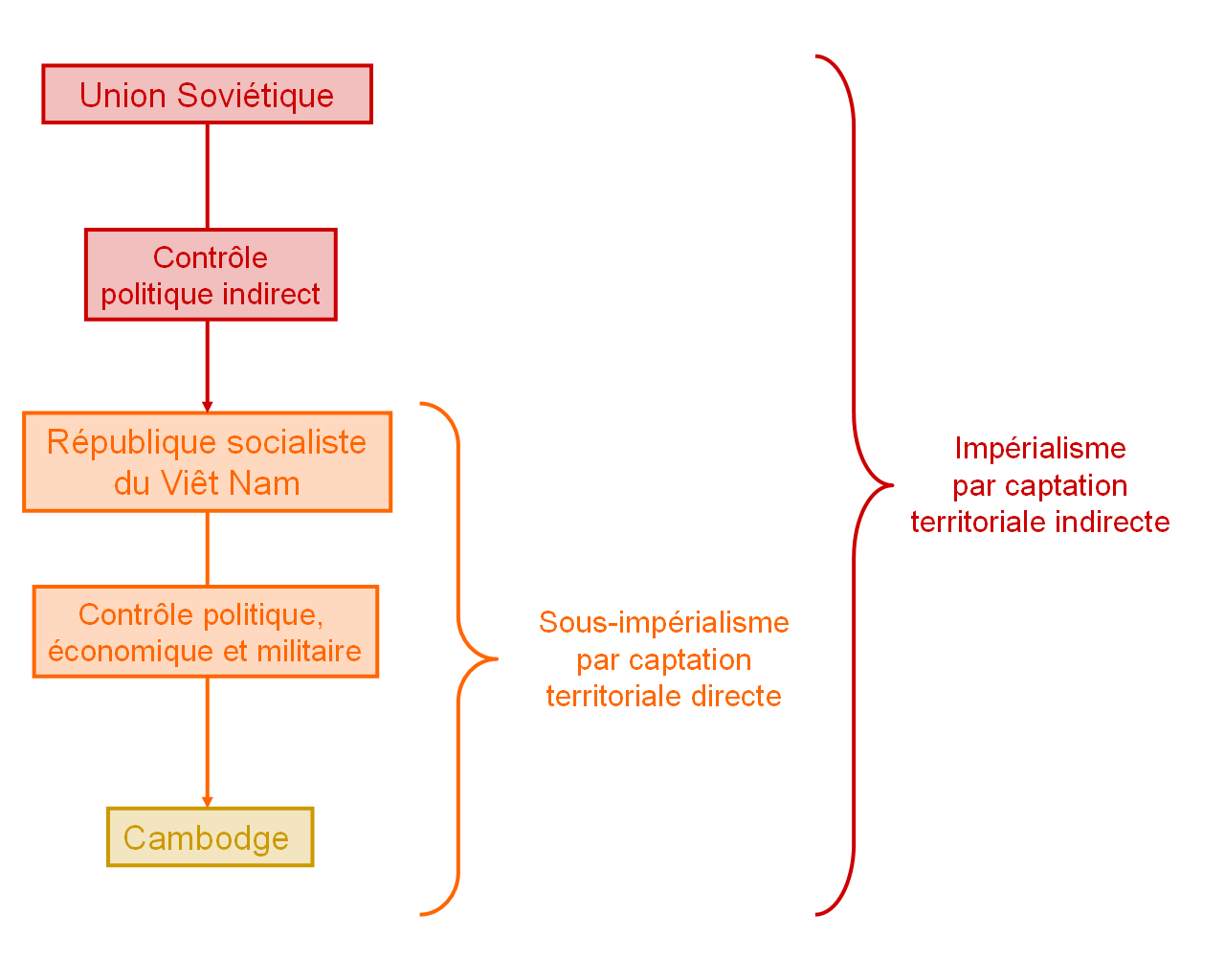
Modèle impérialiste, avec composante sous-impérialiste par capture territorial direct, de contrôle avec capture territoriale indirecte par contrôle politique.

Le modèle de contrôle par capture territoriale indirecte s'applique également au micro empire vietnamien communiste constitué par l'occupation du Cambodge et la satellisation du Laos entre 1975 et 1990. Ce sous-impérialisme était alors au service de l'URSS qui, à la faveur de l'éviction des États-Unis de la péninsule indochinoise, l'utilisa pour encercler son adversaire de l'époque qu'était la Chine.
Auparavant, la Chine avait riposté à cet encerclement par une tentative de contre-encerclement, avec notamment le soutien apporté au régime des Khmers rouges du Cambodge pour contrer le Viêt Nam communiste. Ces manœuvres aboutirent à la victoire de Moscou et l'écrasement du Kampuchéa démocratique.
En parvenant à instrumentaliser l'expansionnisme séculaire du Vietnam, le Kremlin étendit directement son contrôle sur le Bassin du Mékong, un territoire de l'Asie du Sud-Est hautement stratégique.
Ce sous-impérialisme au service direct de Moscou permit :
- le contrôle de la péninsule indochinoise,
- la fermeture pour Pékin de la mer de Chine méridionale grâce à Hanoï et aux pays, alliés des États-Unis, hostiles à la Chine que sont Taïwan et les Philippines ,
- l'établissement de bases navales soviétiques sur les côtes du Viêt Nam,
- la réalisation d'un dispositif de surveillance de la Chine du Sud,
- de compléter, grâce à l'alliance avec l'Inde, le dispositif d'encerclement de la Chine.

### Le modèle de contrôle sans capture territoriale

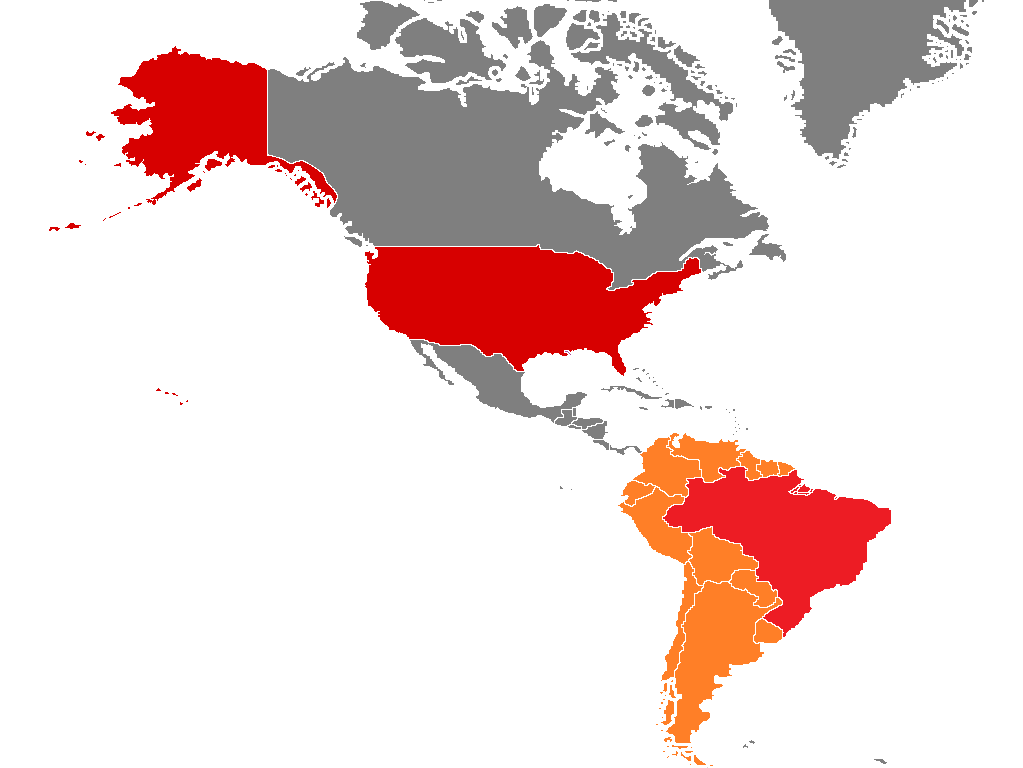
Carte de l'influence du Brésil sur les pays d'Amérique latine, lui-même relais de la superpuissance américaine. En rouge foncé les États-Unis, en rouge le Brésil et en orange les pays d'Amérique du Sud dans l'aire d'influence du Brésil.

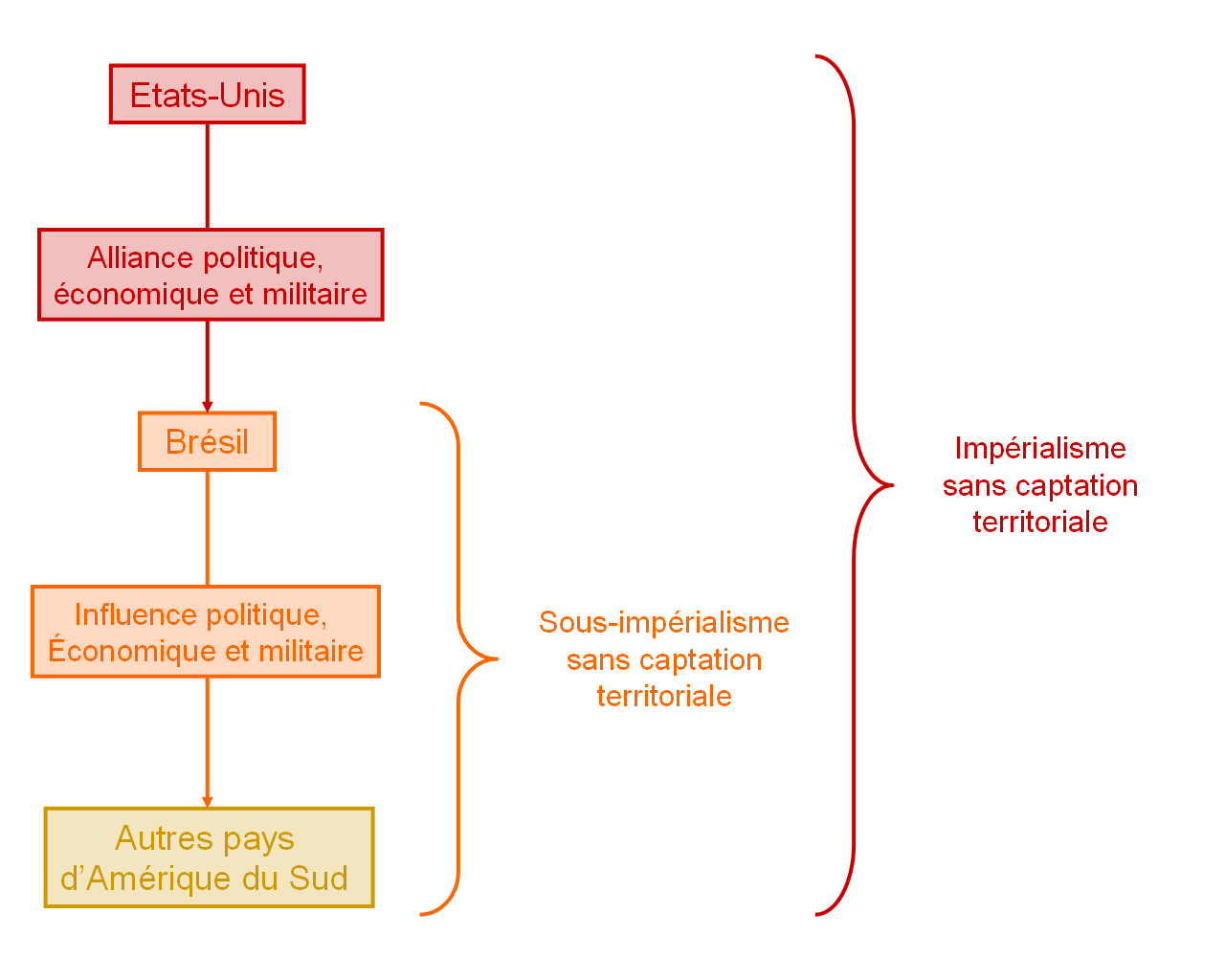
Modèle impérialiste, avec composante sous-impérialiste sans contrôle territorial, de contrôle sans capture territoriale par appui politique, économique et militaire direct.

Le concept de sous impérialisme ne se limite pas au seul aspect territorial quantitatif.
Certains pays exercent, de par leur poids géopolitique, une hégémonie régionale sans annexion territoriale pour le compte d'une autre puissance.
L'exemple type de cette posture géopolitique est fourni par le Brésil. En effet, le positionnement géopolitique dominant de cette puissance en Amérique du Sud fonctionne comme un relais à l'hégémonie nord-américaine exercée depuis plus de soixante-dix ans sur le sous-continent latino-américain. Les liens économiques, politiques et militaires qui lient ces deux pays depuis 1940, ont permis à Washington de mettre sous tutelle l'Amérique du Sud.

## Antiquité
- Impérialisme athénien, Thalassocratie
- Impérialisme Carthaginois
- Impérialisme romain, Pax Romana

### Conquête et maintien d'un empire colonial
- Empire ottoman
- Empire colonial portugais
- Empire colonial espagnol
- Empire allemand
- Empire colonial belge
- Empire britannique (Pax Britannica)
- Empire colonial français
- Empire colonial néerlandais
- Empire du Japon (Sphère de coprospérité de la grande Asie orientale ; expansionnisme du Japon)
- Russie impériale

### Autres politiques impérialistes
- Impérialisme américain (voir Pax Americana)
- Impérialisme russe et Impérialisme soviétique

### Grandeur et décadence des empires
Les historiens se sont toujours intéressés aux processus de formation et de décadence des empires, plutôt qu'à leur conservation. Les empires se caractérisent souvent par une durée de vie plus courte que les nations. C'est ainsi que la nation russe survit au démembrement de l'URSS. En revanche, les empires qui ne subissent pas un écroulement interne, mais une invasion militaire ou migratoire, peuvent entraîner dans leur chute des nations. 

## Justification ethnocentrique: la «mission civilisatrice»
L'impérialisme se justifie souvent par des arguments de nature ethnocentrique : la puissance impériale est censée jouir d'une supériorité de civilisation (supériorités culturelle, intellectuelle, technologique, économique ou raciale) sur le pays dominé. L'ethnocentrisme peut même être considéré comme consubstantiel à l'impérialisme. Ainsi, les empires des temps anciens (ex. Rome), se sont accompagnés de la diffusion des valeurs du peuple ou groupe dominant, et les formes modernes d'impérialisme (y compris l'impérialisme « démocratique », voir infra) n'y échappent pas.

## Impérialisme et démocratie
Le principe de l'impérialisme n'a pas toujours été considéré comme incompatible avec la démocratie, certaines d'entre elles, à commencer par Athènes, ayant mené des politiques impérialistes à l'encontre des États voisins. Parfois même, la démocratie a pu servir de catalyseur à des idéologies impérialistes, les promoteurs de celles-ci jugeant que l'idéal démocratique dont ils se prévalent doit être exporté par-delà les frontières, au moyen de campagnes militaires si besoin est. L'exportation de valeurs démocratiques a pu justifier différentes guerres de conquête depuis la fin du XVIIIe siècle en particulier, lorsque la démocratie s'est développée comme mode de gouvernement en Occident. Mais il est rare que ces campagnes aient en fait donné lieu à l'émergence de démocraties stables (avec de notables exceptions, comme l'Allemagne fédérale et le Japon d'après 1945).
Cependant, la démocratie peut également dans une certaine mesure favoriser et encourager les conquêtes impérialistes. En effet, les démocraties ont historiquement émergé le plus souvent à partir d'une révolte de la classe marchande ou des bourgeois des grandes villes (Révolution française, guerre de Quatre-Vingts Ans) contre un système monarchique déstabilisé par le pouvoir grandissant de ces catégories de population vis-à-vis de la noblesse terrienne qui fondait son pouvoir sur le contrôle des terres agricoles. La diffusion de la démocratie à la fin du XVIIIe siècle et durant le XIXe siècle est ainsi souvent mise en parallèle avec la Première révolution industrielle, qui a permis aux bourgeois et aux marchands de s'enrichir considérablement là où la richesse des nobles stagnait et donc à terme de renverser l'équilibre des pouvoirs en leur faveur.
La "démocratie des marchands", dont les Provinces-Unies sont l'archétype à l'époque moderne mais dont la république de Venise et la république de Gênes étaient les premiers représentants en Europe, est donc prompte à favoriser les aventures commerciales de ses membres ce qui attise à terme une forme d'impérialisme. La fondation de comptoirs, la conquête de territoires importants pour le commerce (Aden, Ormuz pour le Portugal ou Jakarta, Aceh pour les Indes Néerlandaises) par des États ou même par des entreprises privées à but lucratif (Compagnie néerlandaise des Indes orientales qui a mené la conquête de l'Indonésie, Compagnie britannique des Indes orientales qui a progressivement pris le contrôle de l'Inde) a montré que l'établissement d'une démocratie ne signifiait pas le renoncement à toute forme d'impérialisme, mais au contraire engendrait la transition d'une forme d'impérialisme plus traditionnelle, fondée sur la conquête de territoires agricoles, la propagation de sa foi et la mise sous domination du plus grand territoire possible, à une forme nouvelle (mais également bien plus rentable à court-terme) reposant sur la convergence des intérêts privés avec le projet impérial porté par l’État.

## Formes d'impérialisme
L'impérialisme est une méthode de domination qui peut prendre de nombreuses formes : le pays dominé peut avoir le statut de colonie, de protectorat. L'impérialisme peut aussi être masqué par une égalité formelle et fictive entre pays dominateur et pays dominé : les pays frères de l'Europe de l'Est, dits du Bloc de l'Est, étaient des satellites de l'URSS au sein de l'empire soviétique continuateur de l'empire russe.
Des pays subjugués militairement ou économiquement par l'Empire romain ou les États-Unis se sont vu qualifier d'alliés. En outre, l'impérialisme ne passe plus forcément par des relations d'État à État, ou d'État à population ; il peut s'agir de relations d'entreprises multinationales à filiales nationales, ou de multinationales à populations. Ce terme recouvre donc une vaste diversité de réalités économiques, politiques et juridiques.

### Impérialisme et colonialisme

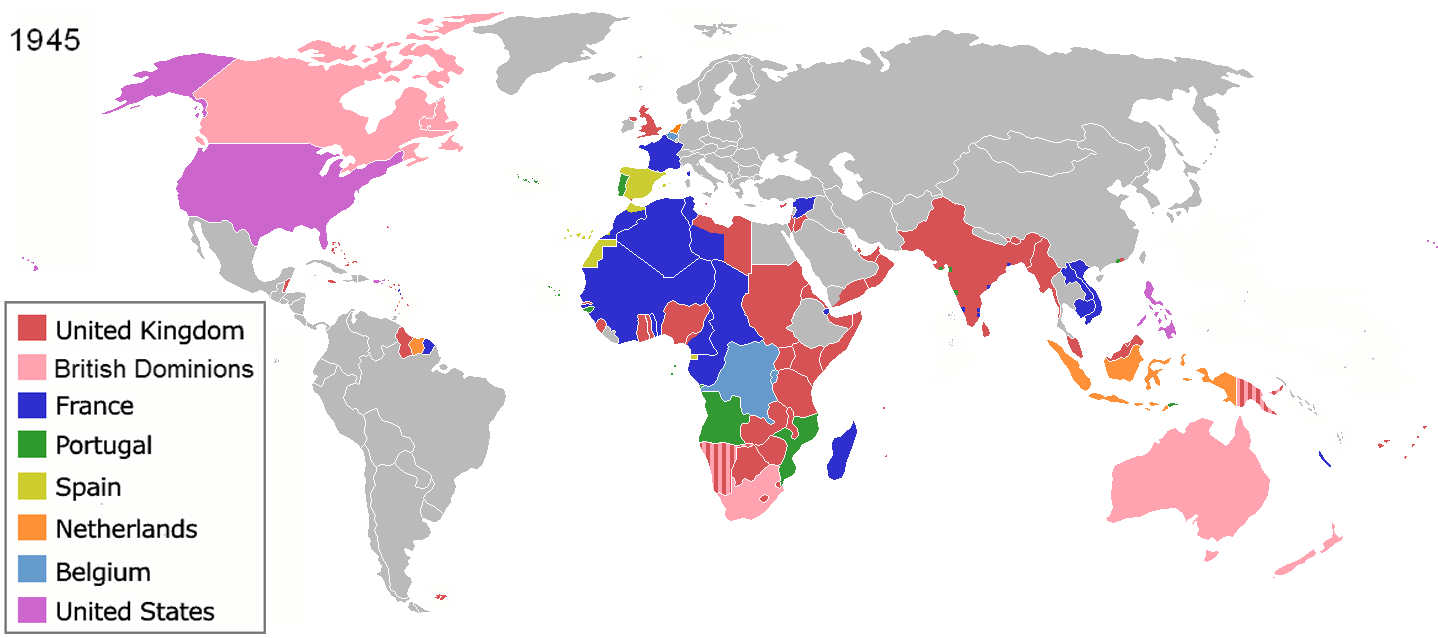
Carte des colonies occidentales en 1945

Si le colonialisme est toujours lié à une conquête territoriale, l'impérialisme n'est pas forcément territorial mais peut être une domination culturelle, économique et politique par exemple. Des puissances européennes comme la France et l'Angleterre ont été de puissants empires coloniaux. Les États-Unis, au XXe siècle, au contraire, ont mené une stratégie d'impérialisme économique, qui les mena à briser toute forme d'empire colonial à tendance autarcique pour ouvrir avec si possible un accès préférentiel (qui était l'une des conditions du Plan Marshall) le plus grand nombre de marchés possible à leurs produits. Avec la chute de l'URSS, l'impérialisme colonial a encore reculé face à l'impérialisme « immatériel ».
Certains penseurs altermondialistes comme Toni Negri et Michael Hardt s'écartent de la notion classique d'un impérialisme des nations et parlent métaphoriquement d'un impérialisme économique des multinationales, dont la mondialisation ne serait qu'un autre nom.

## Impérialisme et mondialisation
Les antimondialistes s'opposent à la mondialisation, considérant qu'elle renforce le pouvoir des pays puissants sur les pays les plus pauvres. Cependant, l'ouverture des pays d'Asie (Corée du Sud, Singapour, etc.) à la mondialisation leur a permis une croissance rapide, tandis que la Chine a également connu une trajectoire similaire: l'industrialisation massive et l'ouverture commerciale, après avoir été dans un premier temps principalement le fait de multinationales étrangères qui ambitionnaient de dominer à terme le marché chinois, ont été reprises par les entreprises locales qui se sont portées sur le plan technologique des plus grandes multinationales du monde à l'heure depuis la seconde moitié des années 2010 (exemple de Huawei). La mondialisation, si elle peut donc certainement favoriser une forme d'impérialisme économique des pays riches sur les pauvres, peut donc également permettre à un pays pauvre de s'enrichir considérablement et de concurrencer à terme les pays riches.
Le problème est que la redistribution inégale des richesses peut aller dans l'autre sens, comme l'illustre le cas de la Chine qui a fini par devenir "l'usine du monde", bien que ce paradigme ait commencé à changer à la suite de la crise du Covid 19.
La mondialisation est considérée par certains comme un rempart contre les dominations unilatérales[réf. nécessaire]. Les altermondialistes ne s'opposent pas à la mondialisation dans son principe, mais dans son organisation au seul profit de grandes puissances de la Triade ou de leurs concurrents émergents (Chine, Inde, Brésil, Russie).

## Impérialisme et institutions internationales
Les libéraux considèrent les institutions internationales (ONU, Banque mondiale, FMI, OMC, UNESCO, BIT, etc.) comme des lieux d'échange et de collaboration permettant de rendre plus efficaces, par effet d'échelle, les politiques d'aide aux pays les moins avancés (prêts, ouverture commerciale, aide au développement), d'élaborer des normes communes, de réduire les barrières entre pays afin de faciliter les échanges, de mettre en place des organismes d'« assurances monétaires » (rôle des banques centrales et, en dernier ressort, du FMI).
Les réalistes considèrent qu'une puissance impérialiste, l' hegemon, est la mieux à même de garantir l'équilibre des puissances. Les idées serviraient les intérêts de la puissance impérialiste.
Le mouvement altermondialiste considère que les institutions internationales sont impérialistes ou bien qu'elles œuvrent au profit des pays impérialistes. Toutefois, certaines d'entre elles, dont le rôle ne touche pas aux aspects économiques ou militaires, comme c'est le cas pour l'UNICEF ou l'UNESCO, pourraient servir à réduire les effets néfastes que cette école de pensée attribue à la mondialisation économique.
Les tenants de la mondialisation démocratique considèrent que des institutions « élues » par la population mondiale, et moins soumises aux gouvernements des pays, pourraient permettre de lutter contre des dominations unilatérales.
Pour les libertariens, ces institutions constituent une bureaucratie supranationale, qui perturbe le libre jeu du commerce mondial.
Pour les néo-conservateurs, certaines institutions seraient néfastes car elles entravent la transition de pays vers les modèles de libéralisme politique et économique (en particulier, l'ONU au sein de laquelle des pays qu'ils considèrent non-démocratiques comme la Chine ou la Russie ont un pouvoir de véto).[réf. nécessaire]